# Șanțul cârligului pterigoidian
Șanțul cârligului pterigoidian (Sulcus hamuli pterygoidei) este un șanț situat lateral la baza cârligului pterigoidian și servește ca scripete (trohlee) pentru tendonul  mușchiului tensor al vălului palatului (Musculus tensor veli palatini).